# Contea autonoma mongola di Hoboksar
La contea autonoma mongola di Hoboksar (和布克赛尔县S) è una contea della Cina, situata nella regione autonoma di Xinjiang e amministrata dalla prefettura di Tacheng.